# Wyścigowe Samochodowe Mistrzostwa Polski 1975
Sezon 1975 był dziewiętnastym sezonem Wyścigowych Samochodowych Mistrzostw Polski.
Sezon liczył cztery eliminacje, rozgrywane w Poznaniu, Toruniu, Szczecinie i Ornecie. Punkty przyznawano według klucza 50-46-43-41-40-39-38-37-36-35 etc..

## Kategorie
Samochody były podzielone na następujące kategorie:
- Grupa I – seryjne samochody turystyczne, których produkcja w ciągu 12 miesięcy przekraczała pięć tysięcy egzemplarzy. Modyfikowanie tych samochodów pod kątem poprawy osiągów było niemal całkowicie zabronione. Ponadto w przypadku, jeżeli pojemność silnika przekraczała 700 cm³, to samochód musiał być przynajmniej czteromiejscowy;
- Grupa II – specjalne samochody turystyczne, których produkcja w ciągu 12 miesięcy przekraczała tysiąc egzemplarzy. Dozwolony był duży zakres przeróbek pod kątem poprawy osiągów. Ponadto w przypadku, jeżeli pojemność silnika przekraczała 700 cm³, to samochód musiał być przynajmniej czteromiejscowy;
- Grupa III – seryjne samochody GT, których produkcja w ciągu 12 miesięcy przekraczała tysiąc egzemplarzy. Modyfikowanie tych samochodów pod kątem poprawy osiągów było niemal całkowicie zabronione. Samochód musiał być przynajmniej dwumiejscowy;
- Grupa IV – specjalne samochody GT, których produkcja w ciągu 12 miesięcy przekraczała pięćset egzemplarzy. Dozwolony był duży zakres przeróbek pod kątem poprawy osiągów;
- Grupa V – prototypy sportowe oraz samochodowy sportowe grup II i IV z modyfikacjami przekraczającymi granice określone przepisami tych grup;
- Grupa VII – dwumiejscowe samochody wyścigowe;
- Grupa VIII – samochody wyścigowe formuły międzynarodowych (1, 2, 3);
- Grupa IX – samochody wyścigowe formuły wolnej oraz Formuły Polonia.

Samochody były dodatkowo podzielone na następujące klasy:
- Klasa 10 – gr. I, wyłącznie samochody Polski Fiat 126p;
- Klasa 11 – gr. I, poj. do 850 cm³;
- Klasa 12 – gr. I, wyłącznie samochody Polski Fiat 125p o poj. 1300 cm³;
- Klasa 13 – gr. I, wyłącznie samochody Polski Fiat 125p o poj. 1500 cm³;
- Klasa 14 – gr. I, poj. pow. 1600 cm³;
- Klasa 21 – gr. II, poj. do 850 cm³;
- Klasa 22 – gr. II, poj. do 1300 cm³;
- Klasa 23 – gr. II, poj. do 1600 cm³;
- Klasa 35 – gr. II, III, IV i V bez ograniczenia pojemności;
- Klasa 50 – krajowe samochody gr. V
- Klasa C-IX – Formuła Polonia (napędzane silnikami Polskiego Fiata 125p 1,3).

Ponadto rozgrywano wszechklasy, czyli handicapowe wyścigi samochodów klas 10–50. Rozgrywano także zawodu o Puchar „Motoru”, w którym klasyfikowani byli zawodnicy startujący samochodami turystycznymi polskiej produkcji w wyścigach wszechklas.

## Zwycięzcy
| Data         | Tor      | Klasa       | Zwycięzca (kierowcy) | Samochód           | Zwycięzca (zespoły)         |
| ------------ | -------- | ----------- | -------------------- | ------------------ | --------------------------- |
| 20 kwietnia  | Poznań   | wszechklasy | Adam Smorawiński     | Porsche Carrera RS | KM Winogrady - Poznań       |
| 20 kwietnia  | Poznań   | C-IX        | Otto Bartkowiak      | Rak Promot         | Automobilklub Świętokrzyski |
| 22 czerwca   | Szczecin | wszechklasy | Adam Smorawiński     | Porsche Carrera RS | KM Winogrady - Poznań       |
| 22 czerwca   | Szczecin | C-IX        | Ulli Melkus          |                    |                             |
| 6–7 września | Toruń    | wszechklasy | Jerzy Landsberg      | Renault 5 TS       | Automobilklub Warszawski    |
| 6–7 września | Toruń    | C-IX        | Józef Kiełbania      | Rak Promot         | Automobilklub Świętokrzyski |
| 21 września  | Orneta   | wszechklasy | Jerzy Landsberg      | Renault 5 TS       | Automobilklub Warszawski    |
| 21 września  | Orneta   | C-IX        | Stefan Jagielski     | Rak Promot         | Automobilklub Warszawski    |

## Mistrzowie
| Klasa           | Kierowca        | Samochód                 | Zespół                      |
| --------------- | --------------- | ------------------------ | --------------------------- |
| wszechklasy     | Jerzy Landsberg | Renault 5 TS             | Automobilklub Warszawski    |
| Puchar „Motoru” | Ksawery Frank   | Polski Fiat 125p 1600 MC | Automobilklub Warszawski    |
| klasa C-IX      | Józef Kiełbania | Rak Promot-Polski Fiat   | Automobilklub Świętokrzyski |